# اسپوکاچی
اسپوکاچی (به اسپانیایی: Sopocachi) یک محله در بولیوی است که در شهرستان لاپاز (بولیوی) واقع شده‌است.